# Лесная Дача (Кемеровская область)
Лесная Дача — упразднённый посёлок в Мариинском районе Кемеровской области. На момент упразднения входил в состав Благовещенского сельского поселения. Исключен из учётных данных в 2004 году.

## География
Располагался на правом берегу реки Лебёдка (приток Берикули), на расстоянии примерно 7 км к юго-западу от села Благовещенка.

## История
Решением Кемеровского ОИК № 610 от 7 июля 1960 г. населённый пункт Лесная дача передан из Благовещенского в Белгородский сельсовет. Решением ОИК № 191 от 24 апреля 1972 г. населённый пункт исключен из учётных данных. Вновь зарегистрирован в составе Благовещенского сельсовета законом Кемеровской области № 17-03 от 21 мая 1998 года.

## Население
По данным Всероссийской переписи населения 2002 года, в посёлке отсутствовало постоянное население.